# Carlo Milanuzzi
Carlo Milanuzzi, troligen född omkring 1590 i Santa Natoglia, Marche, död omkring 1647. Hans föräldrar var Milanuzzo och donna Felice. Milanuzzi tillbringade större delen av sitt liv i Venedig. Trots att han var munk (augustinbroder), komponerade han både sakral och profan musik. Hans arbete är mycket intressant särskilt för senare utveckling av solosången och kantaten. Milanuzzi dog antagligen runt 1647, då hans sista verk uppfördes.

## Verk
- Sacri rosarum flores, 1619;
- Vespertina psalmodia, 1619;
- Letanie della Beata Vergine, 1622;
- Armonia sacra di concerti, messa et canzoni, 1622;
- Sacra cetra concertata con affetti ecclesiastici, 1625;
- Concerto sacro di salmi intieri, 1629;
- Messe a 3 concertate, 1627;
- Hortus sacer deliciarum, 1636;
- Concerto sacro di salmi intieri, 1643;
- Compieta intiera concertata con le antifone, e Litanie BVM di Dio, 1647.
- Aurea corona de scherzi poetici, 1620;
- Primo scherzo delle ariose vaghezze, 1622;
- Secondo scherzo delle ariose vaghezze, 1622;
- Terzo scherzo delle ariose vaghezze, 1623;
- Quarto scherzo delle ariose vaghezze, 1624;
- Sesto libro delle ariose vaghezze, 1628;
- Settimo libro delle ariose vaghezze, 1630;
- Ottavo libro delle ariose vaghezze, 1635;
- Nono libro delle ariose vaghezze, commode da cantarsi, 1643